# 富山貨物駅
富山貨物駅（とやまかもつえき）は、富山県富山市上赤江中摺にある日本貨物鉄道の貨物駅である。あいの風とやま鉄道線に所属する。
富山操車場跡地に、1990年に開設された駅。着発線荷役方式（E&S方式）を導入している。

## 歴史

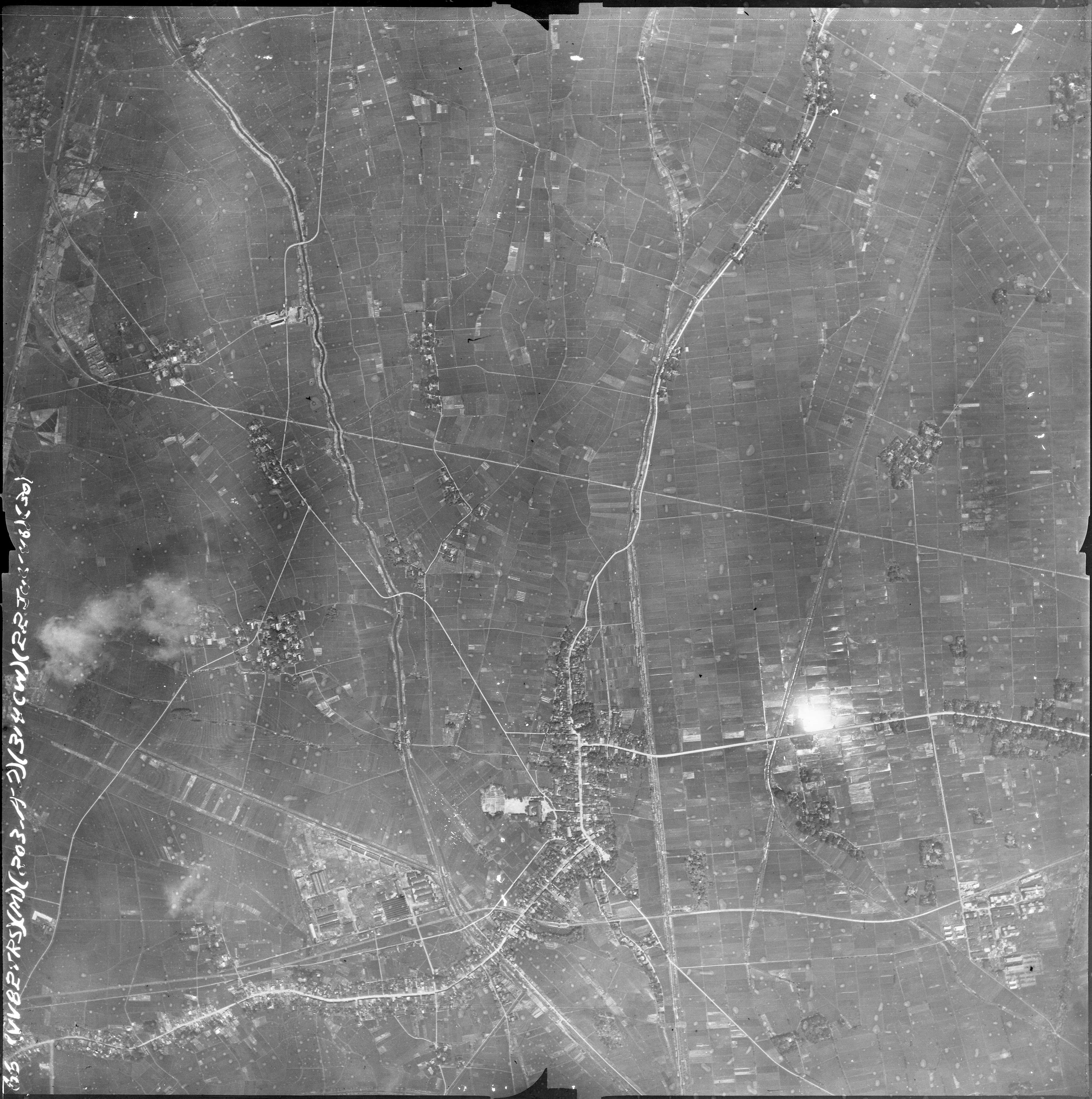
写真中央に真直ぐ伸びる白線が富山操車場建設のための土砂運搬人車軌道

1962年（昭和37年）当時の富山操車場

北陸本線貨物支線東富山 - 蓮町間の開業を報ずる新聞記事

- 1940年（昭和15年）4月：東岩瀬臨海工業地帯造成事業の開始に伴い、富山 - 東岩瀬間に操車場を建設する計画が浮上する[2]。
- 1943年（昭和18年）7月：富山 - 東岩瀬間に32.3万m2の敷地を買収し、操車場の建設を開始する[2]。この頃、操車場建設に供する土砂運搬のために、常願寺川左岸河川敷まで国土交通省立山砂防工事専用軌道と同様に軌間約610粍の人車軌道が敷設された[3]。ただし、戦時のため1944年（昭和19年）に至り工事は中断する[2][4]。
- 1948年（昭和23年）12月24日：富山県議会が富山操車場設置促進に関する意見書を採択する[5]。
- 1954年（昭和29年）より再び着工する[4]。
- 1955年（昭和30年）10月1日：国鉄北陸本線の富山操車場として開設[6]（当時は鍋田操車場とも呼んでいた[7]）。その一部利用を開始する[7]。この時点での操車能力は、1日に400輌であった[8]。
- 1956年（昭和31年）
  - 11月1日：鍋田操車場から富山操車場に改名[7]。
  - 11月10日：第一期工事が完了し[9]、同日午前9時35分上り青森発大阪行機関車先頭に「祝富山操車場完成」の紀念幕を掲げ新線を走らせた[8]。また富山操車場 - 富山駅間が複線化する[10]。
- 1958年（昭和33年）
  - 4月10日：東富山駅 - 富山操車場 - 蓮町駅間延長4.7kmの貨物支線が開業[11]。非電化[12]。同路線の開業により、従来富山駅を経由して運輸されていた富山港発着の貨物は、直接当操車場へと入るようになった[12]。
  - 4月26日：第二期工事が完了し、1日に2500輌を取扱い得る抱込式ハンプ操車場として日本海縦貫線の基幹操車場となる[9]。これにより敷地面積は33万m2、線路総延長は56,000mとなる[13]。
- 1960年（昭和35年）12月3日：富山操車場において貨物列車操車中に三重衝突の事故が発生し、3輌顚覆、8輌脱線の被害があったが、死傷者はなかった[8]。
- 1963年（昭和38年）1月19日：三八豪雪により当操車場の機能の全部が停止状態に陥る[13]。
- 1965年（昭和40年）7月30日：富山操車場 - 東富山駅間が複線化する[10]。
- 1970年（昭和45年）
  - 3月27日：富山操車場においてリニアモータ方式貨車加減速装置の試験に成功する[10]。
  - 6月5日：当操車場において貨車入換作業のため用いられていた9600形蒸気機関車（9628）の運用を廃止する[13]。同機関車は退役後、富山市に無償で貸付けられ、富山城址公園に設置されている[13]。
  - 9月：東富山駅 - 富山操車場 - 蓮町駅間の貨物支線において蒸気機関車による運輸を廃止し、ディーゼル機関車による運行を開始する[12]。
- 1984年（昭和59年）1月31日：ハンプ作業を廃止する[13]。
- 1986年（昭和61年）11月1日：東富山駅 - 富山操車場 - 蓮町駅間の貨物支線が廃止[14]。廃線跡は富山市市道城川原豊田線などに転用されている[12]。
- 1987年（昭和62年）
  - 3月31日：車扱貨物の取扱を開始して富山操駅（とやまそうえき）に昇格する[15]。なお、「取扱期間及び取扱品目は駅頭公告したものによる」とされていた[15]。
  - 4月1日：国鉄分割民営化により日本貨物鉄道の駅となる[6]。また、1988年（昭和63年）にかけて機能停止中の仕訳線撤去等の工事を行う[16]。
- 1990年（平成2年）3月10日：富山駅より貨物取扱業務を移管して、富山貨物駅に改称する[6]。営業範囲を改正してコンテナ貨物及び車扱貨物の取扱を開始する[6]。これに合せて1面1線の着発線荷役ホーム、仕訳線9線、解結線8線、コンテナホーム3面、車扱ホーム1面、散水消雪装置、融雪装置等を整備する[9]。
- 2014年（平成26年）6月17日：富山 - 東富山間に開設される予定の新駅が、当駅北側の下冨居地内に決定する[17]。
- 2015年（平成27年）3月14日：北陸新幹線長野 - 金沢間開業に伴い、北陸本線のうち倶利伽羅 - 富山 - 市振間があいの風とやま鉄道線となる。

## 駅構造

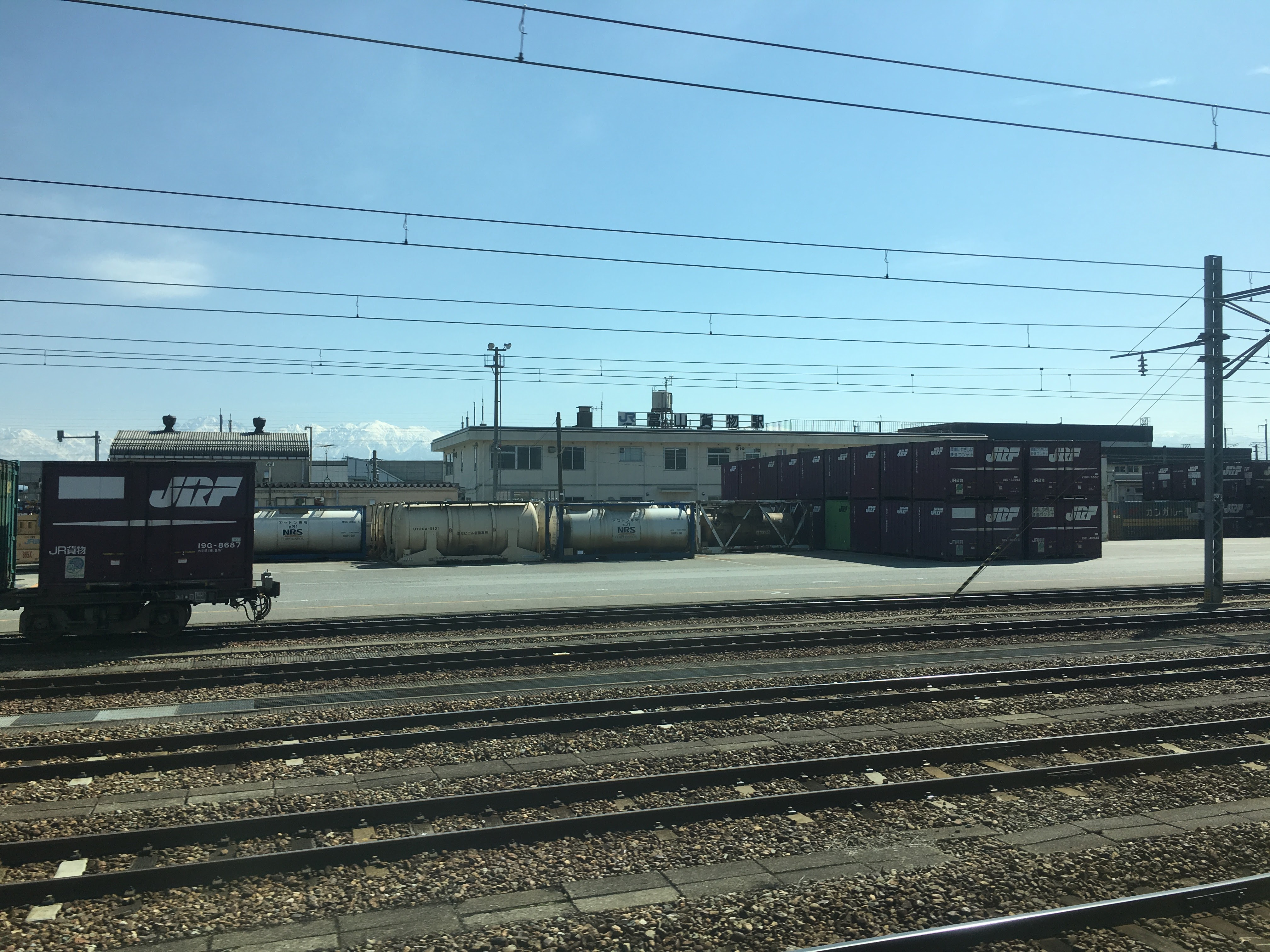
コンテナホームと駅舎

本線は、ほぼ南北方向に敷設されている。側線や設備は、すべてその東側に設置されている。
着発線が本線に沿って5本あり、本線側から上り1番線・2番線・3番線・4番線と続き、5本目が上り5番線である。上り5番線は荷役線となっており、コンテナホームに接している。着発線の北側（東富山方面）からは引き上げ線が分岐し、そこから機関車待避線や解結線、貨物積卸線が分岐している。
コンテナホーム（ヤード）は2面設置されており、着発線や貨1・2番線が接するホームは西側、貨4番線が接するホームは東側にある。貨1番線が接する部分は切欠式となり、その東隣を貨2番線が通っている。ホームの南方に、営業窓口のJR貨物富山営業支店が入る駅舎が置かれている。
駅構内の南方（富山方面）には、JR貨物富山機関区やJR西日本金沢総合車両所富山支所、あいの風とやま鉄道運転管理センターが、構内の北方には貨車検修場がある。

## 取扱貨物
- コンテナ貨物
  - 12 ftコンテナ、20 ft・30 ftの大型コンテナ、20 ftのISO規格海上コンテナを取り扱う[18]。
- オフレールステーション (ORS) である魚津ORS・青海ORSとの間にトラック便が設定されており、コンテナの中継駅となっている[18]。
- 産業廃棄物・特別管理産業廃棄物の取り扱い許可を得ている[19]。

## 利用状況
当駅における各年度の貨物発着状況は次の通りである（単位はトン）。
| 年度               | 発送    | 一日平均発送 | 到着    | 一日平均到着 |
| ------------------ | ------- | ------------ | ------- | ------------ |
| 2004年（平成16年） | 110,820 | 304          | 130,935 | 359          |
| 2005年（平成17年） | 117,369 | 322          | 152,834 | 419          |
| 2006年（平成18年） | 123,320 | 338          | 156,393 | 428          |
| 2007年（平成19年） | 126,371 | 346          | 153,065 | 419          |
| 2008年（平成20年） | 124,230 | 340          | 149,416 | 409          |
| 2009年（平成21年） | 112,568 | 308          | 145,385 | 398          |
| 2010年（平成22年） | 116,628 | 320          | 160,097 | 439          |
| 2011年（平成23年） | 126,275 | 346          | 149,307 | 409          |
| 2012年（平成24年） | 122,352 | 335          | 134,292 | 368          |
| 2013年（平成25年） | 125,943 | 345          | 122,301 | 335          |
| 2014年（平成26年） | 126,954 | 348          | 120,043 | 329          |
| 2015年（平成27年） | 137,270 | 376          | 123,073 | 337          |
| 2016年（平成28年） | 131,675 | 361          | 110,236 | 302          |

## 駅周辺
- コーセル本社
- 保安工業富山工場
- 北陸電気工業富山工場
- フェアモール富山（アピタ富山東店）

## 隣の駅
日本貨物鉄道（JR貨物）
あいの風とやま鉄道線
（富山駅） - 富山貨物駅 - （新富山口駅）
※両隣の駅はあいの風とやま鉄道の旅客駅である。